# Бандерштадт
Бандершта́дт — неформальна і жартівлива назва міста Львова, яка походить від прізвища Бандера (провідник українських націоналістів — Степан Бандера) та німецького «штадт» (Stadt) — «місто».
У народних масах Львова (особливо серед молоді та націоналістично налаштованого юнацтва) цей неологізм став популярним після виходу у 1991 році платівки рок-гурту «Брати Гадюкіни» «Ми — хлопці з Бандерштадту», де музиканти виконали однойменну пісню. У Львові пісня стала культовою, а слово прижилося як засіб підкреслення історичної ролі міста як національно-патріотичного центру України.
Уривок пісні:

| Львівські батяри — ціла наша родина, Яблуко від яблуні впало недалеко. Татуні з мамунями скілько ліжок розвалили Би на Божий світ нас приніс лелека. То ми — хлопці з Бандерштадту Ходимо до церкви, шануємо батьків, Ніхто та'як ми не вміє фест гуляти Поки сурми не заграли, барабан не забив! |
З виступу Михайла Добкіна, голови Харківської обласної державної адміністрації за часів президентства Віктора Януковича, на сесії Харківської обласної ради 30 січня 2014 року в підтримку спецпідрозділу «Беркут», ліквідованого 25 лютого 2014 року:

| Я сьогодні поділяю позицію фракції регіонів Харківської обласної ради і теж одягнув футболку з написом "Беркут", ми підтримуємо не тільки "Беркут", ми підтримуємо всі спецпідрозділи і всіх співробітників міліції, які сьогодні, ризикуючи своїм життям і здоров'ям, охороняють громадський порядок, не допускаючи варварів і вандалів до погрому державних будівель і установ. «...» покидьки, які сьогодні ламають державне майно по всій країні, нічого в своєму житті не збудували, крім куренів, халабуд, а може бути, криївок про всяк випадок - тому, що ми їх туди заженемо з часом. Палити, ламати - це до себе, туди, в Бандерштадт.[1] |
Деколи це слово використовують і щодо Луцька. Спрощений варіант — «Бандерштат», носить фестиваль альтернативної музики, що відбувається на Волині.
Одне з найбільших угруповань ультрас «Карпат» (Львів) називається Banderstadt Ultras.
В Івано-Франківську існує готель «Бандерштат».